# A l'ull de l'huracà
A l'ull de l'huracà  (títol original: Knock off) és una pel·lícula estatunidenca  d'acció del 1998 dirigida per Tsui Hark, i protagonitzada per Jean-Claude Van Damme i Rob Schneider. El títol té un doble sentit, ja que el terme fa referència a les falsificacions de productes així: a un assassinat selectiu. La pel·lícula mostra l'aeroport Kai Tak encara funcionant; l'aeroport va tancar el 1998. Ha estat doblada al català.

## Argument
Marcus Ray (Jean Claude Van Damme), un representant de vendes per a V-SIX jeans i el seu soci, Tommy Hendricks (Rob Schneider), estan a punt de ser atrapats per vendre texans (knock off jeans). El seu contacte americà, Karen Lee (Lela Rochon), resulta ser una agent de la CIA per trobar un delator en l'operació. Els amenaça amb anar a presó si no proven la seva innocència.
Mentrestant, Ray i Hendricks es reuneixen amb Harry Johannson (Paul Sorvino), un agent de la CIA que a més treballa per a la màfia russa. Els convenç que la CIA necessita de l'ajuda de Ray. Després s'adonen que un tipus anomenat Eddy Wang té alguna cosa a veure amb els texans pirates, llavors van en la seva cerca. Wang resulta mort i els seus treballadors persegueixen a Marcus i a Tommy. Després, els dos amics s'adonen que els texans contenen nanobombes, fabricades pel KGB en conjunt amb terroristes internacionals, que hauran de ser detinguts pels protagonistes.

## Repartiment
- Jean-Claude Van Damme: Marcus Ray
- Rob Schneider: Tommy Hendricks
- Lela Rochon: Karen Lee
- Michael Fitzgerald Wong: Han
- Carman Lee: Ling Ho
- Paul Sorvino: Harry Johansson
- Mike Ian Lambert
- Wyman Wong: Eddie Wang
- Glen Chin: Skinny Wang
- Wes Wolff: Dinger
- Moises Chan: Agent Wong

## Rebuda
Knock Off es va estrenar als Estats Units el 4 de setembre de 1998, rebent pèssimes crítiques i una recaptació mitjana. Va ocupar el 4t lloc amb 5,516 milions de dòlars en 1.800 sales, amb una mitjana de 3.064 dòlars recaptats per sala el primer cap de setmana. Després d'això, es va desplomar tenint una recaptació total de 10,3 milions als EUA. A la pàgina Rotten Tomatoes té un percentatge del 8 % basat en 39 crítiques.
- Crítica
  - "El mateix de Van Damme: xinesos dolents, russos dolentíssims, americans boníssims, tirs, puntades, morts. Però no hi ha engany; és un Van Damme"[8]
  - "La millor pel·lícula d'acció de la temporada, més Lela Rochon"[9]